# Vindula juliana
Vindula juliana är en fjärilsart som beskrevs av Pieter Cramer 1782. Vindula juliana ingår i släktet Vindula och familjen praktfjärilar. Inga underarter finns listade i Catalogue of Life.